# 尖齒黃魴鮄
尖齒黃魴鮄，為輻鰭魚綱鮋形目牛尾魚亞目黃魴鮄科的其中一種，分布於西大西洋區的佛羅里達群島及古巴北部海域，棲息深度可達531公尺，體長可達17公分，為底棲性魚類，屬肉食性。

## 擴展閱讀
維基物種上的相關：尖齒黃魴鮄